# Полич-Камов, Янко

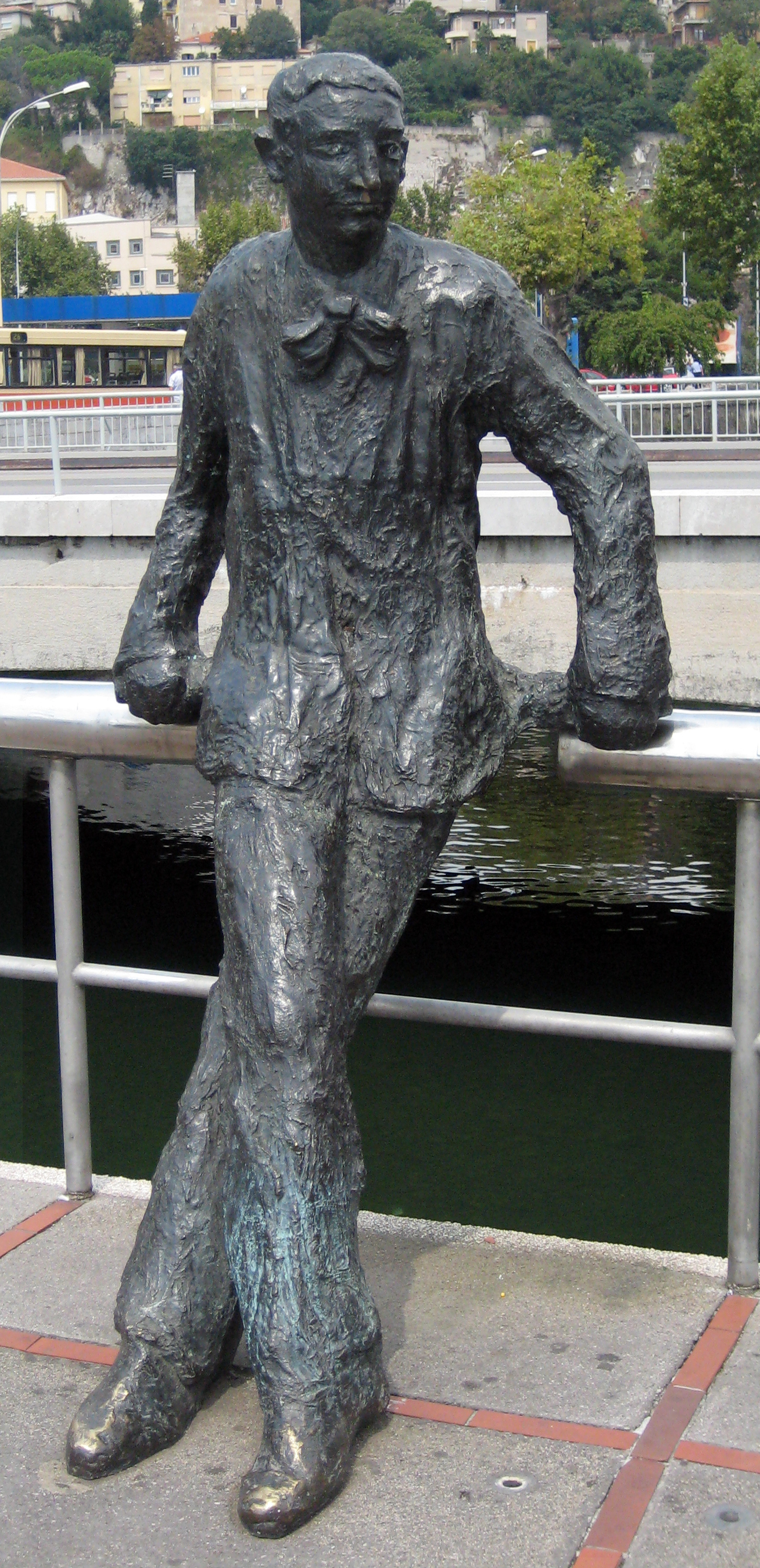
Памятник Янко Полича-Камова на мосту над р. Рьечина в г. Риека

Янко Полич-Камов (хорв. Janko Polić Kamov; 17 ноября 1886, Фиуме, Австро-Венгрия — 8 августа 1910, Барселона, Испания) — хорватский прозаик, поэт и драматург периода модернизма.
Считается одним из самых знаменитых хорватских писателей.

## Биография
Родился в Фиуме (ныне Риека) в семье зажиточного торговцы Полича. В 1902 году поступил в гимназию, из которой был исключён за участие в демонстрации. В 1904 году путешествовал по Далмации, Боснии, Черногории, Славонии. В 1905 году поселился в Загребе, где занялся литературной деятельностью. В том же году отправился за границу. Много путешествовал, особенно по Италии. Некоторое время жил в Венеции. Здесь добавил к своей фамилии Полич псевдоним Камов (от библейского персонажа Хам по-хорватски Кам).
В 1908 году тяжело заболел, и в 1909 году был вынужден пройти лечение в Загребе. Через Геную и Марсель отправился в Барселону (Испания), где в то время происходило восстание рабочих; привет восставшим — было последним словом его литературной деятельности, так как он скончался в 1910 году несколько дней спустя после прибытия в Барселону.
Похоронен в безымянной могиле на кладбище госпиталя Сан-Пау в Барселоне.

## Творчество
Дебютировал в 1903 году в журнале «Novi List».
Расцвет творчества Полича-Камова пришёлся на период после аннексии Боснии и Герцеговины Австро-Венгрией.
Свои пьесы («Монашеская драма», 1907; «Человечество», 1908; «Сердце матери», 1910) Полич-Камов создал согласно традициям радикального индивидуализма, равняясь на Фридриха Ницше и Генрика Ибсена. Главные их темы — различные пороки человека (алкоголизм, наркомания, проституция).

- Всё это скорость, мгновение, инстинкт.
- Моя природа — оппозиция;
- логика — недисциплинированность;
- философия — подрывная деятельность — Янко Полич-Камов, “Свобода”

## Избранные произведения
Поэзия
- Ištipana hartija (1907),
- Psovka (1907),

Проза
- Isušena kaljuža (1907—1909, изд.1957)

Драматургия
- Tragedija mozgova(1907)
- Na rođenoj grudi (1907)
- Orgije monaha,
- Djevica,
- Mamino srce
- Čovječanstvo,